# 5390 Huichiming
Az 5390 Huichiming (ideiglenes jelöléssel 1981 YO1) egy kisbolygó a Naprendszerben. A Bíbor-hegyi Obszervatórium fedezte fel 1981. december 19-én.